# ルカ・スタングル
ルカ・スタングル(Luca Stangl)は、オーストリアの子供歌手、音楽家である。2006年9月5日生まれ。

## 生い立ち
6歳の頃に父親からハーモニカを教えてもらい、それがきっかけで音楽が好きになった。そして、ハーモニカ以外にも、キーボードの先生にも音楽を教えてもらったりした。2017年12月、初めてCDデビューをした。題名は、Koaner tuat、iwü。ライブでは、祖父と一緒にギターを弾き、歌ったりしている。